# Neuvy-en-Sullias
Neuvy-en-Sullias is een gemeente in het Franse departement Loiret (regio Centre-Val de Loire). De plaats maakt deel uit van het arrondissement Orléans. Neuvy-en-Sullias telde op 1 januari 2022 1.365 inwoners.

## Geografie
De oppervlakte van Neuvy-en-Sullias bedroeg op 1 januari 2022 25,28 vierkante kilometer; de bevolkingsdichtheid was toen 54 inwoners per km².

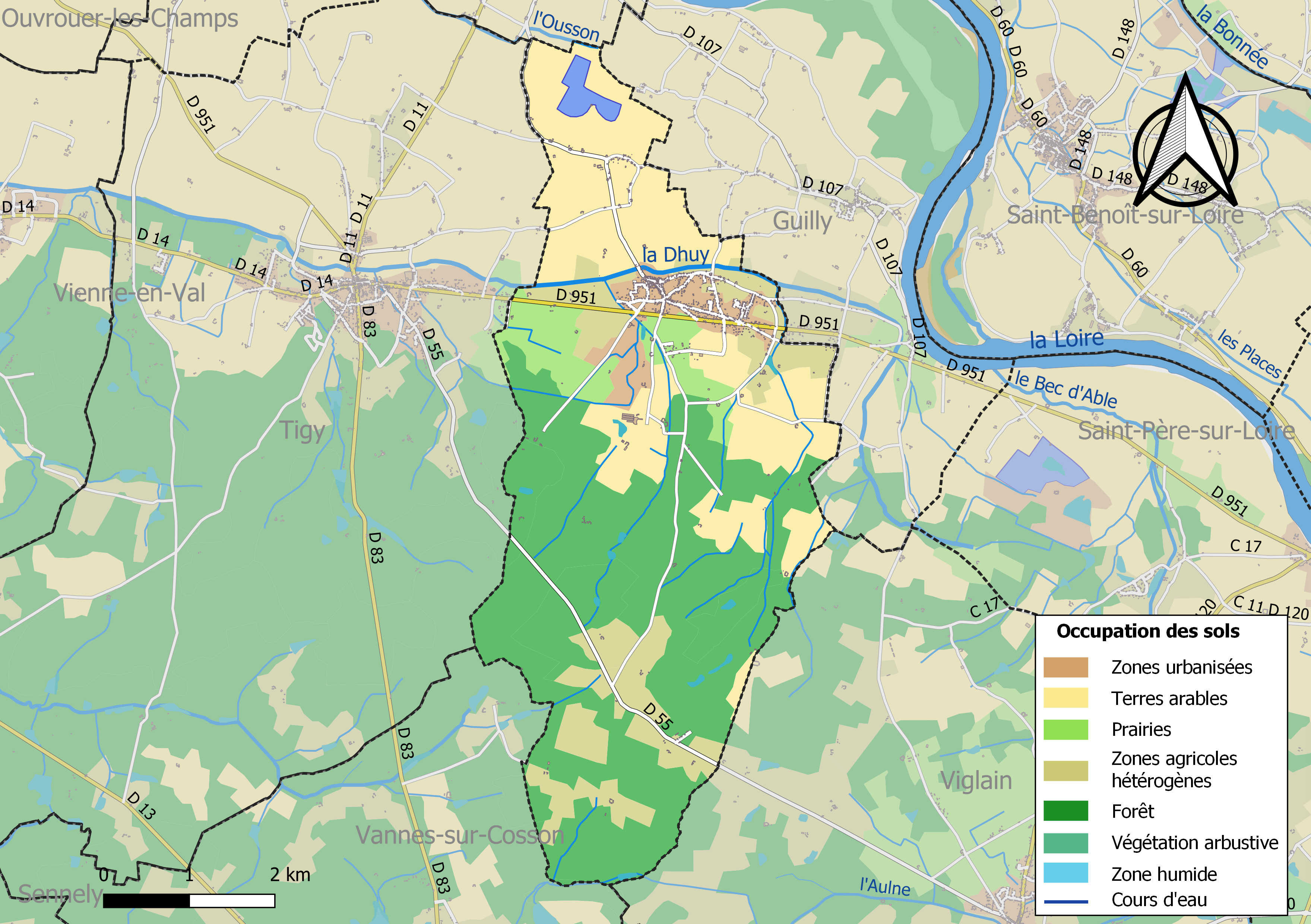
Kaart van de gemeente met de belangrijkste infrastructuur, bodemgebruik en omliggende gemeenten

## Demografie
Onderstaande figuur toont het verloop van het inwonertal (bron: INSEE-tellingen).